# Shenyang J-50
Shenyang J-50 é uma designação temporária dada por analistas militares e mídia de defesa a uma aeronave de asa lambda sem cauda bimotora em desenvolvimento pela Shenyang Aircraft Corporation (SAC). A aeronave foi observada em testes de voo em Shenyang, Liaoning, China em dezembro de 2024, que foi provisoriamente chamada de Shenyang J-XD ou Shenyang J-50 por analistas, dadas as informações limitadas disponíveis.